# Nazionale olimpica di calcio del Mali
La nazionale olimpica maliana di calcio è la rappresentativa calcistica del Mali che rappresenta l'omonimo stato ai giochi olimpici.

## Statistiche dettagliate sui tornei internazionali

### Giochi olimpici
| Anno | Luogo             | Piazzamento      | V | N | P | Gol |
| ---- | ----------------- | ---------------- | - | - | - | --- |
| 1952 | Helsinki          | Non partecipante | - | - | - | -   |
| 1956 | Melbourne         | Non partecipante | - | - | - | -   |
| 1960 | Roma              | Non partecipante | - | - | - | -   |
| 1964 | Tokyo             | Non partecipante | - | - | - | -   |
| 1968 | Città del Messico | Ritirata         | - | - | - | -   |
| 1972 | Monaco di Baviera | Non qualificata  | - | - | - | -   |
| 1976 | Montréal          | Ritirata         | - | - | - | -   |
| 1980 | Mosca             | Non qualificata  | - | - | - | -   |
| 1984 | Los Angeles       | Non partecipante | - | - | - | -   |
| 1988 | Seul              | Non partecipante | - | - | - | -   |
| 1992 | Barcellona        | Ritirata         | - | - | - | -   |
| 1996 | Atlanta           | Non qualificata  | - | - | - | -   |
| 2000 | Sydney            | Non qualificata  | - | - | - | -   |
| 2004 | Atene             | Quarti di finale | 1 | 2 | 1 | 5:4 |
| 2008 | Pechino           | Non qualificata  | - | - | - | -   |
| 2012 | Londra            | Non qualificata  | - | - | - | -   |
| 2016 | Rio de Janeiro    | Non qualificata  | - | - | - | -   |
| 2020 | Tokyo             | Non qualificata  | - | - | - | -   |
| 2024 | Parigi            | primo turno      | 0 | 1 | 2 | 1:3 |

## Tutte le rose

### Giochi olimpici
Calcio ai Giochi Olimpici Estivi 20041 Tangara, 2 Berthé, 3 Tamboura, 4 S. Diakité, 5 B. Koné, 6 B. Diallo, 7 N'Diaye, 8 A. Traoré, 9 Sidibé, 10 Doucoure, 11 Abouta, 12 D. Diakité, 13 D. Traoré, 14 Sissoko, 15 Kébé, 16 Coulibaly, 17 M. Diallo, 18 Bathily, CT: C. Koné
Calcio ai Giochi Olimpici Estivi 20241 L. Diarra, 2 Doucouré, 3 H. Diallo, 4 Tounkara, 5 Cissé, 6 Saco, 7 Samaké, 8 Traoré, 9 Doumbia, 10 Jiddou, 11 T. Diarra, 12 Sissokho, 13 B. Diarra, 14 D. Diallo, 15 Cisset, 16 O. Coulibaly, 17 Diomandé, 18 Diakité, 19 Bah, 20 Maïga, 21 F. Coulibaly, 22 H. Diarra, CT: A. Diallo